# تارابانیا
تارابانیا (به لاتین: Tarabania) یک منطقهٔ مسکونی در بنگلادش است که در ناحیه برگونه واقع شده‌است.